# Lespedeza davurica
Lespedeza davurica är en ärtväxtart som först beskrevs av Laxm., och fick sitt nu gällande namn av Anton Karl Schindler. Lespedeza davurica ingår i släktet Lespedeza och familjen ärtväxter.

## Underarter
Arten delas in i följande underarter:
- L. d. davurica
- L. d. shimadae